# サダーシヴ・ラーオ・バーウ

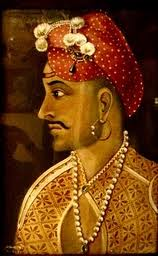
サダーシヴ・ラーオ・バーウ

サダーシヴ・ラーオ・バーウ（マラーティー語：सदाशिवरावभाऊ, Sadashiv Rao Bhau, 1730年8月4日 - 1761年1月14日）は、インドのデカン地方、マラーター王国の軍総司令官（セーナーパティ）。バーウ・サーヒブ（Bhau Sahib）とも呼ばれる。
宰相バーラージー・バージー・ラーオ の従兄弟であった彼は、王国のために各地を転戦した。だが、1761年1月14日に第三次パーニーパットの戦いでほかの武将とともに戦死した。

## 生涯

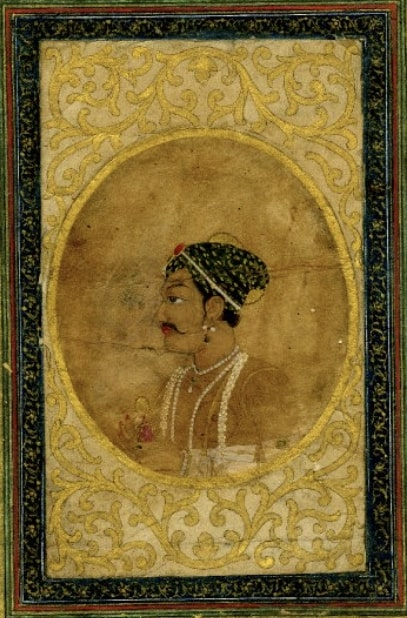
サダーシヴ・ラーオ・バーウ

1730年8月4日、マラーター王国宰相バーラージー・ヴィシュヴァナートの息子であるチンナージー・アッパーの息子として、サースワドで生まれた。
1746年12月5日、サダーシヴ・ラーオはプネーを去り、南インドのカルナータカ地方への開始した。
1747年1月、サダーシヴ・ラーオはコールハープルの南、アールジャーでサヴァヌールのナワーブを破った。ナワーブは城を割譲し、クリシュナ川からトゥンガバドラー川の間のチャウタ徴収権を認めなければならなかった。
同年4月、ケラディ・ナーヤカ朝の首都ビダヌールを包囲した。だが、ビダヌールを落とせず、同月13日に撤退した。この遠征により、36のパルガナーを獲得した。
1760年1月、サヴァヌールのナワーブを征服したばかりか、キットゥール、バガルコート、バーダーミ、バサヴァパトナなどといった各地も征服した。
同年2月3日、サダーシヴ・ラーオ率いるマラーター軍はニザーム王国の軍勢をウドギルで破り、その後の講和条約で年額620万ルピーの歳入を生み出すデカンの土地を割譲させた。
その頃、アフガン勢力ドゥッラーニー朝がデリーを占拠した、との報がプネーにもたらされた。そのため、3月にサダーシヴ・ラーオは宰相バーラージー・バージー・ラーオの命を受け、宰相の長子ヴィシュヴァース・ラーオなどとともにアフガン軍討伐のために北インドへと向かった。この軍勢の総司令官は宰相の長男であったが、実際にはサダーシヴ・ラーオが率いていた。
その後、ジャンコージー・ラーオ・シンディア、マルハール・ラーオ・ホールカル、ダマージー・ラーオ・ガーイクワードなどマラーター諸侯の軍勢も加わり、マラーター軍は大軍となっていた。アフマド・シャーはこれを聞き、デリーからアリーガルへと移動した。
同年8月2日、サダーシヴ・ラーオはデリーに入城した。デリーを占領した際、マラーター軍はデリーの神殿などを略奪したため、バラトプル王スーラジュ・マルはこれ以降マラーター側での参陣を拒否したのだという。また、スーラジュ・マルはゲリラ戦 に持ち込むよう提言したのに対し、サダーシヴ・ラーオが真正面の戦いにこだわってそれを否定したことも原因であった。
14日朝、マラーター軍とアフガン軍はパーニーパットの平野で衝突し、激戦となった（第三次パーニーパットの戦い）。サダーシヴ・ラーオは諸将に正々堂々戦うのではなく、マラーター得意のゲリラ戦に持ち込むように言われていたが、それを無視して正面からアフガン軍に戦いに挑んだのである。
この戦いの緒戦はマラーター軍の優勢で、昼までそれが続いた。だが、アフガン王アフマド・シャー・ドゥッラーニーが突撃を開始し、および予備隊としていた新鋭軍を投入したことにより、形成は逆転した。
サダーシヴ・ラーオは戦死し、ヴィシュヴァース・ラーオもまた戦死したことから、マラーター軍は大混乱に陥った。そのあとはアフガン軍による一方的な虐殺が続き、パーニーパットの平野は死体で埋め尽くされたという。